# Grandcour
Grandcour (toponimo francese) è un comune svizzero di 889 abitanti del Canton Vaud, nel distretto della Broye-Vully.

## Monumenti e luoghi d'interesse

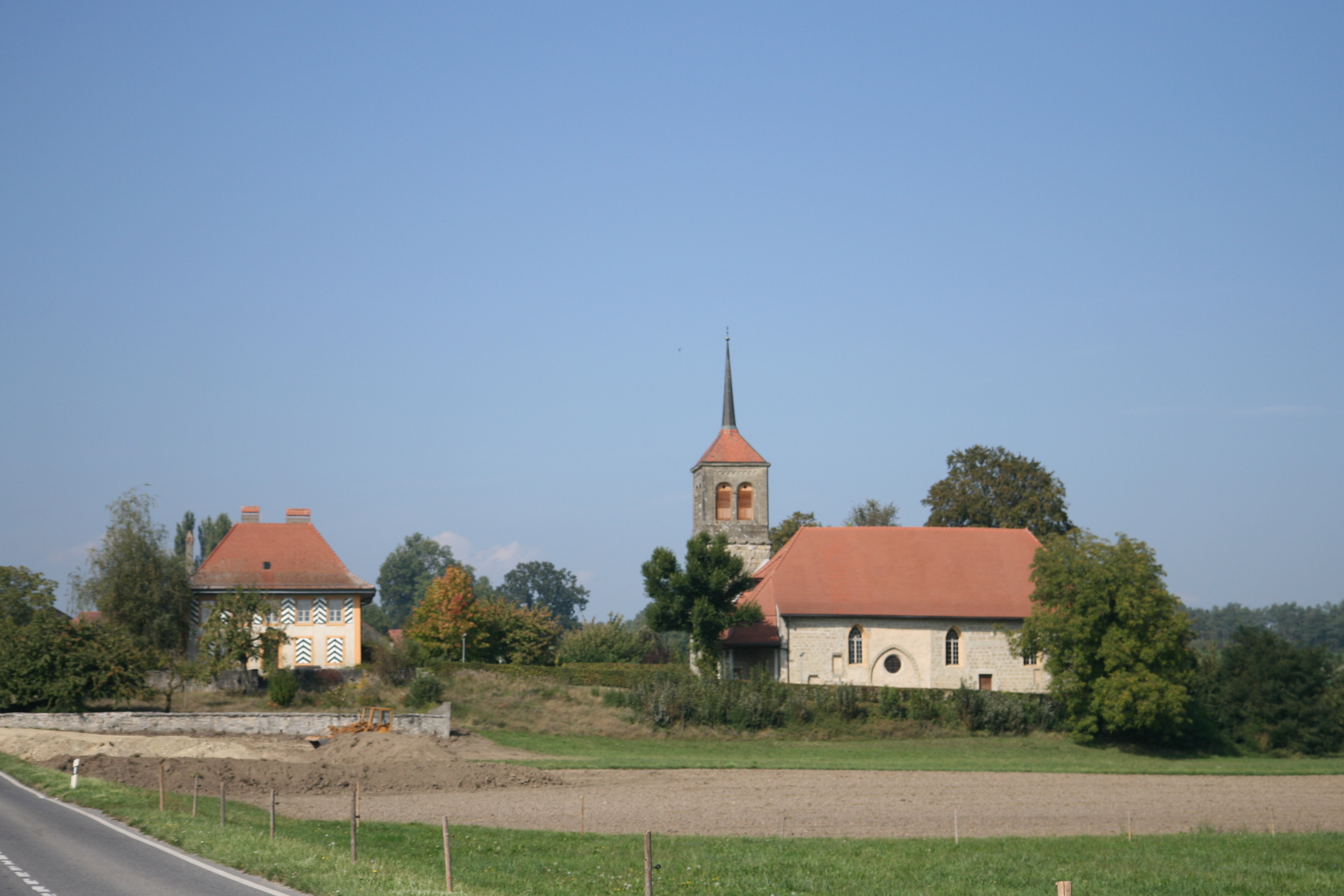
La chiesa di Nostra Signora

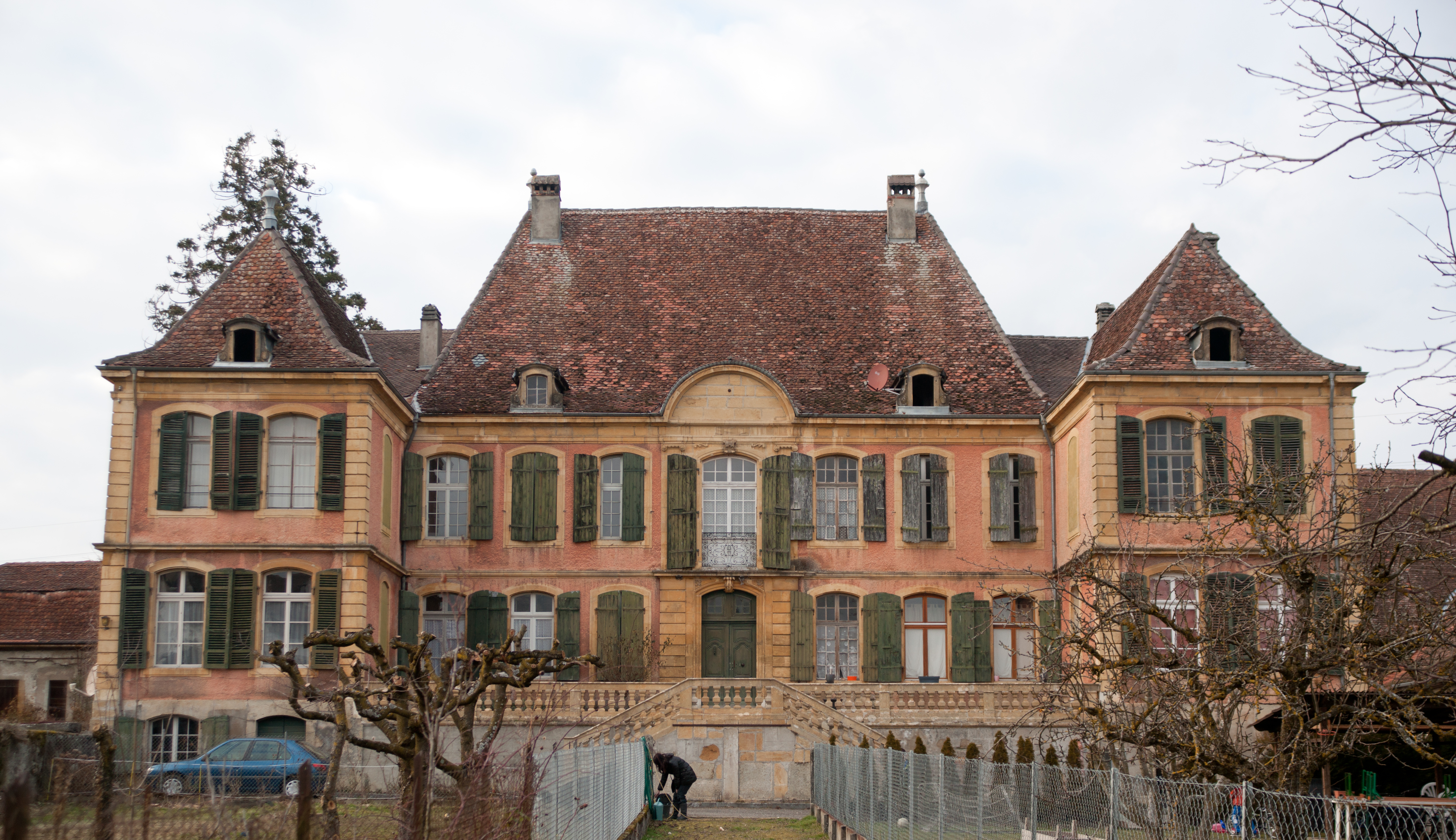
Il castello di Grandcour

- Chiesa di San Nicola, attestata dal XV secolo[2];
- Chiesa riformata di Nostra Signora in località Ressudens, eretta nel X secolo e ricostruita nel XIII secolo[3];
- Castello di Grandcour, eretto nel 1738[2].

## Società

### Evoluzione demografica
L'evoluzione demografica è riportata nella seguente tabella:
Abitanti censiti

## Amministrazione
Ogni famiglia originaria del luogo fa parte del cosiddetto comune patriziale e ha la responsabilità della manutenzione di ogni bene ricadente all'interno dei confini del comune.